# Умбрійська школа
Умбрійська школа — невелика провінційна школа живопису в Італії, що, однак дала деяких відомих майстрів, в тому числі геніального Рафаеля Санті. Рафаель працював також у Флоренції і Римі, де його талант розкрився в повному обсязі. Він представник двох шкіл — Умбрійської в ранішній період творчості і Римської в зрілі роки.

## Урбіно— столицяУмбрі

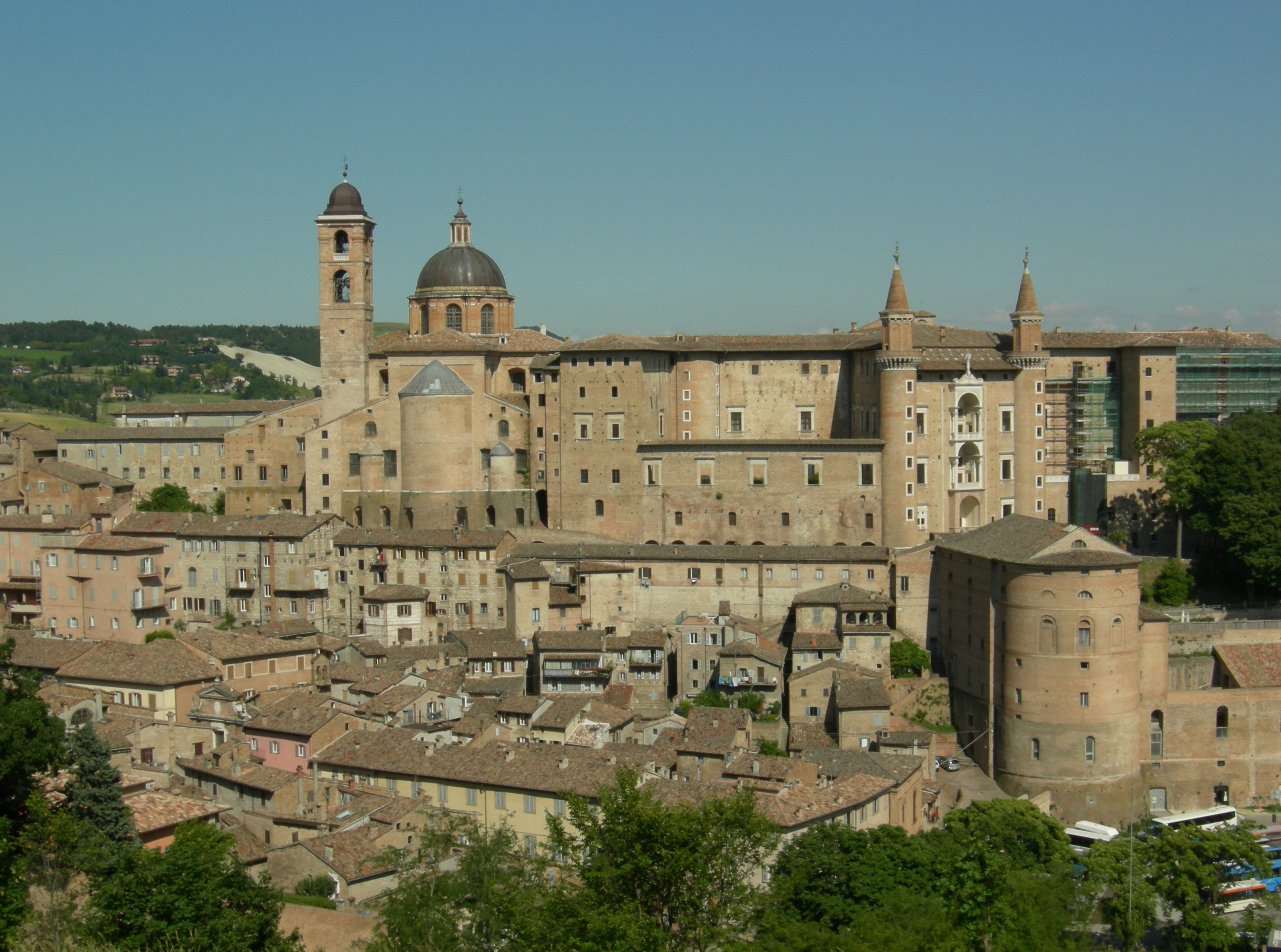
Замок урбінських герцогів
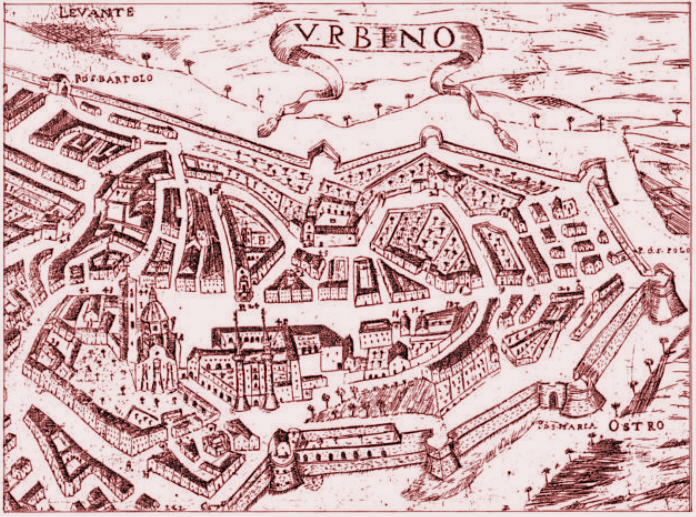
Фортеця Урбіно.Стародавня гравюра 1689 р.
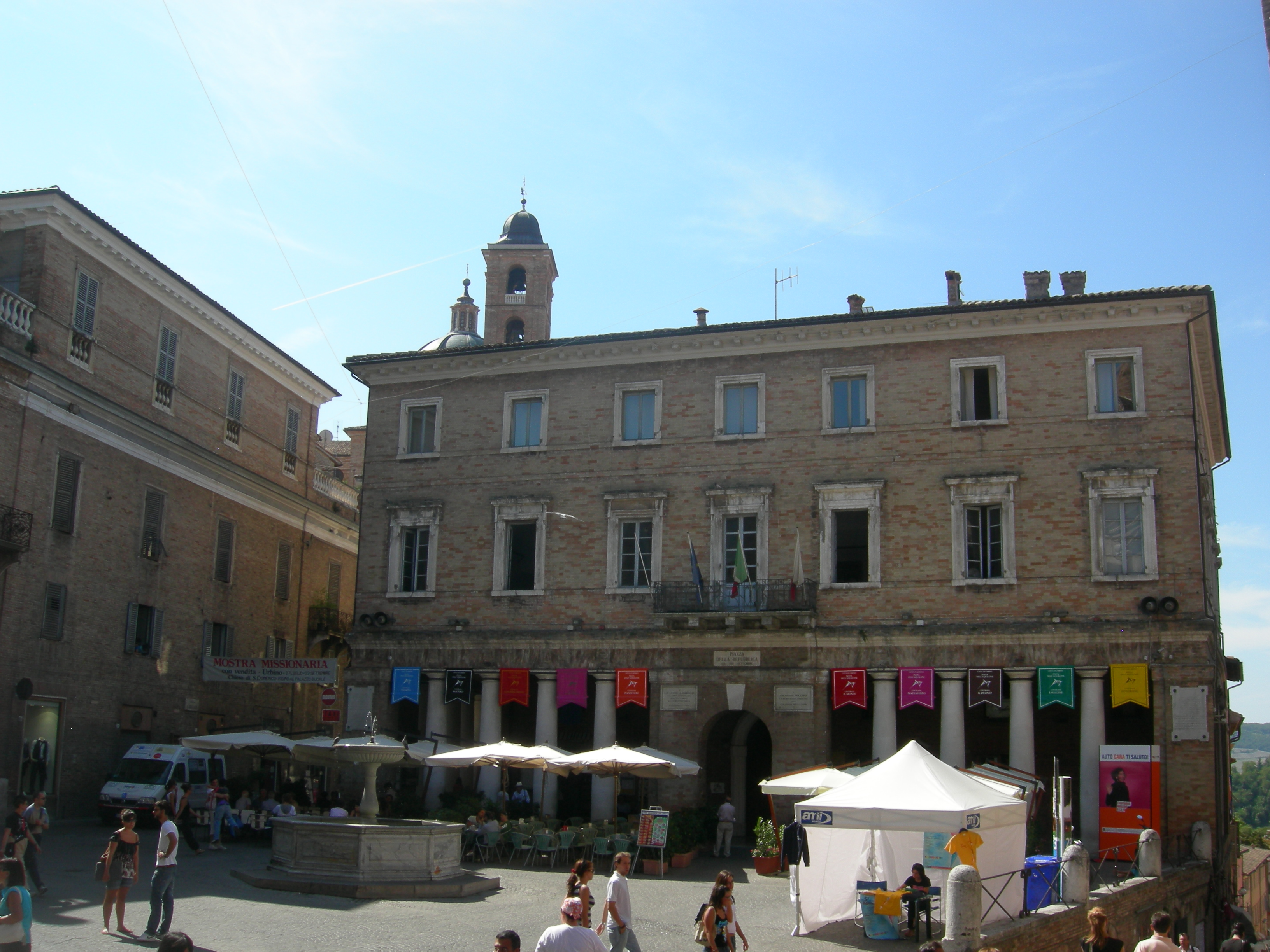
Площа Республіки.
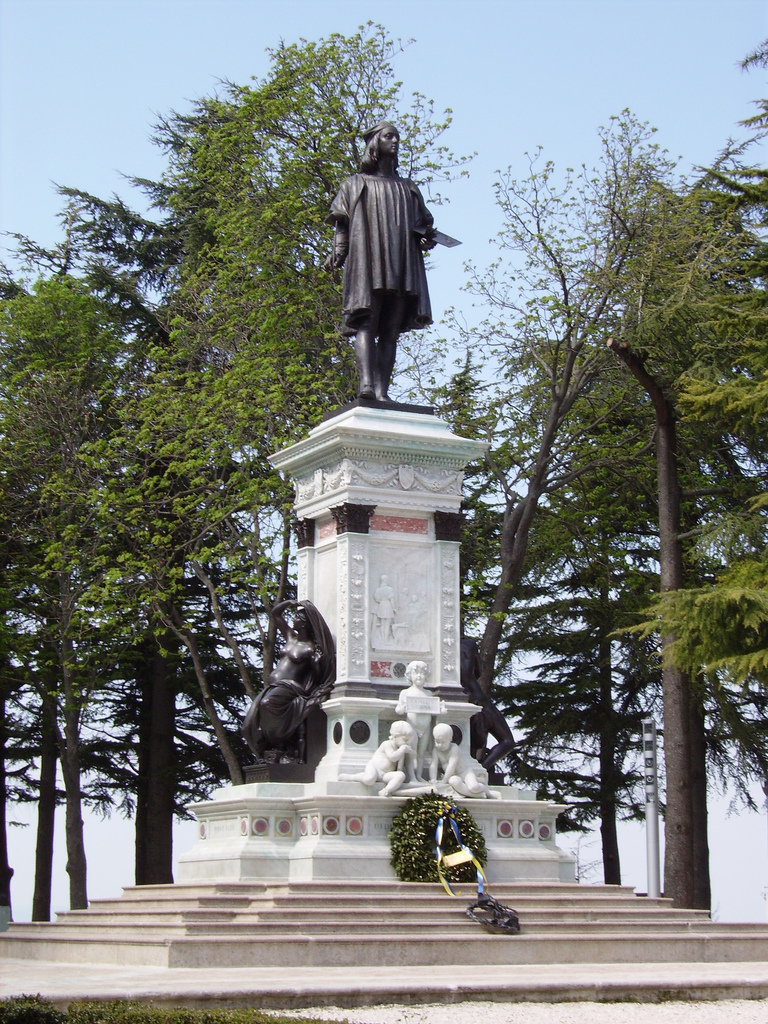
Монумент Рафаелю Санті в Урбіно.

## Головні представники
- Антоніо Альберті (працював в Умбрії у 1420—1442 рр.)
- Ло Спанья (Джованні ди П'єтро, бл. 1450—1528)
- Тімотео Віті (1467—1523 ?)
- Пінтуріккіо (бл. 1454—1513)
- Перуджино (бл.1450 — 1523)
- Рафаель Санті (1483—1520), учень Перуджино.
- Тімотео Вітті (1467—1523?)
- Федеріго Бароччі (1528—1592)

## Галерея

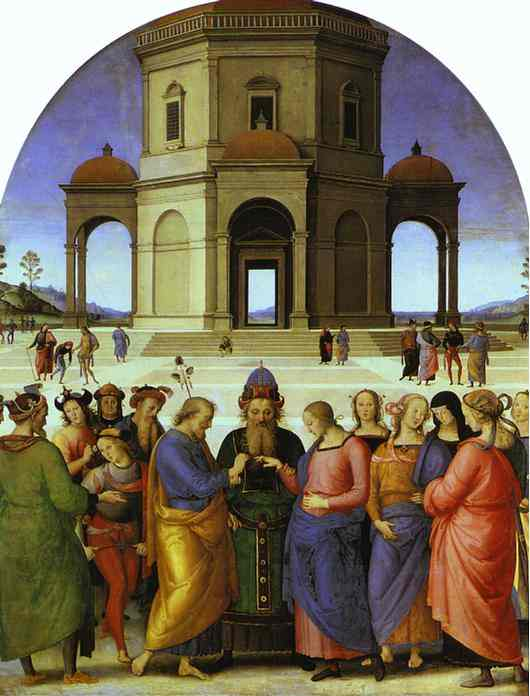
Перуджино. Заручини Марії та Йосипа, земних батьків Христа
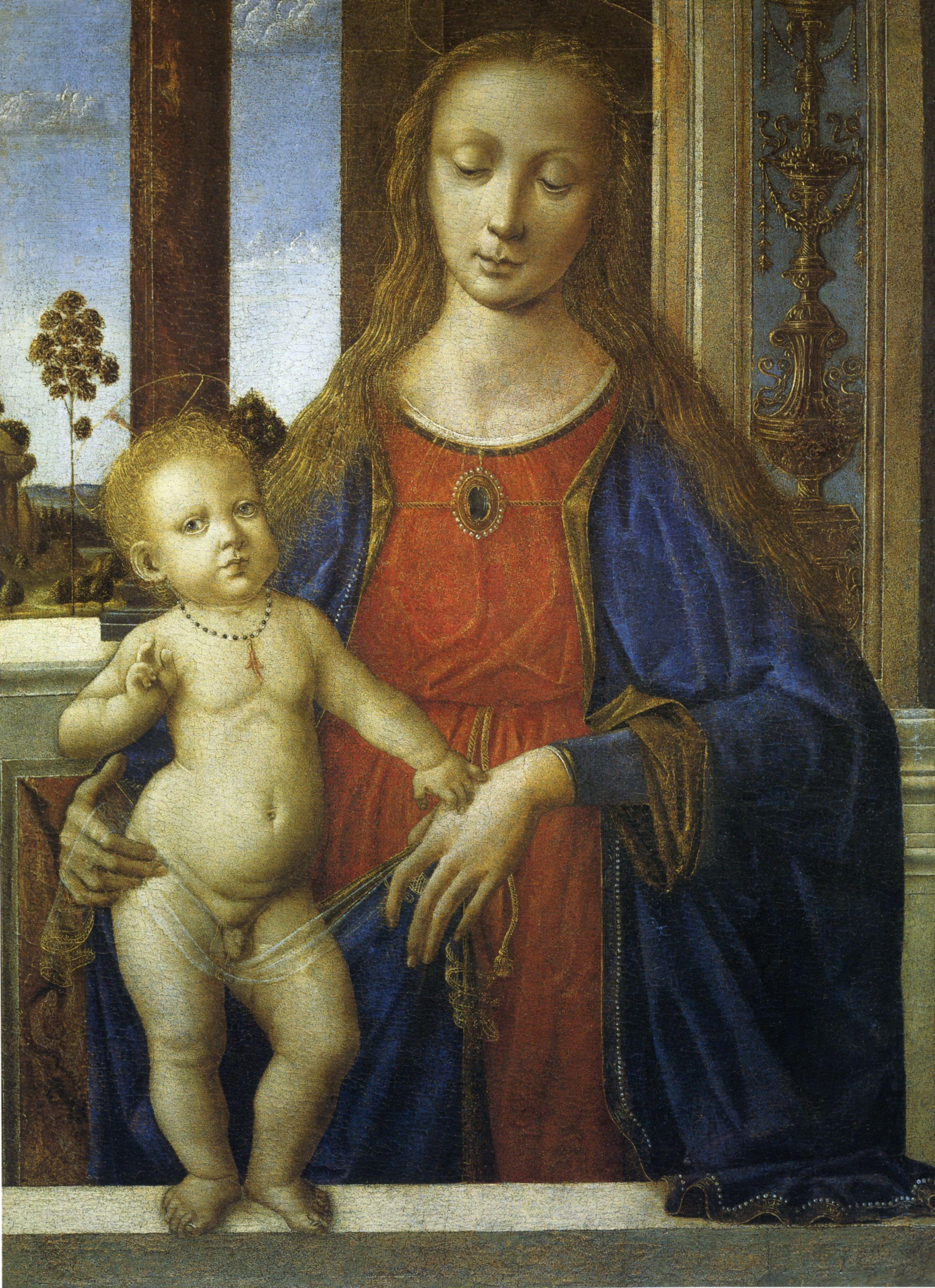
Перуджино.Мадонна з немовлям.
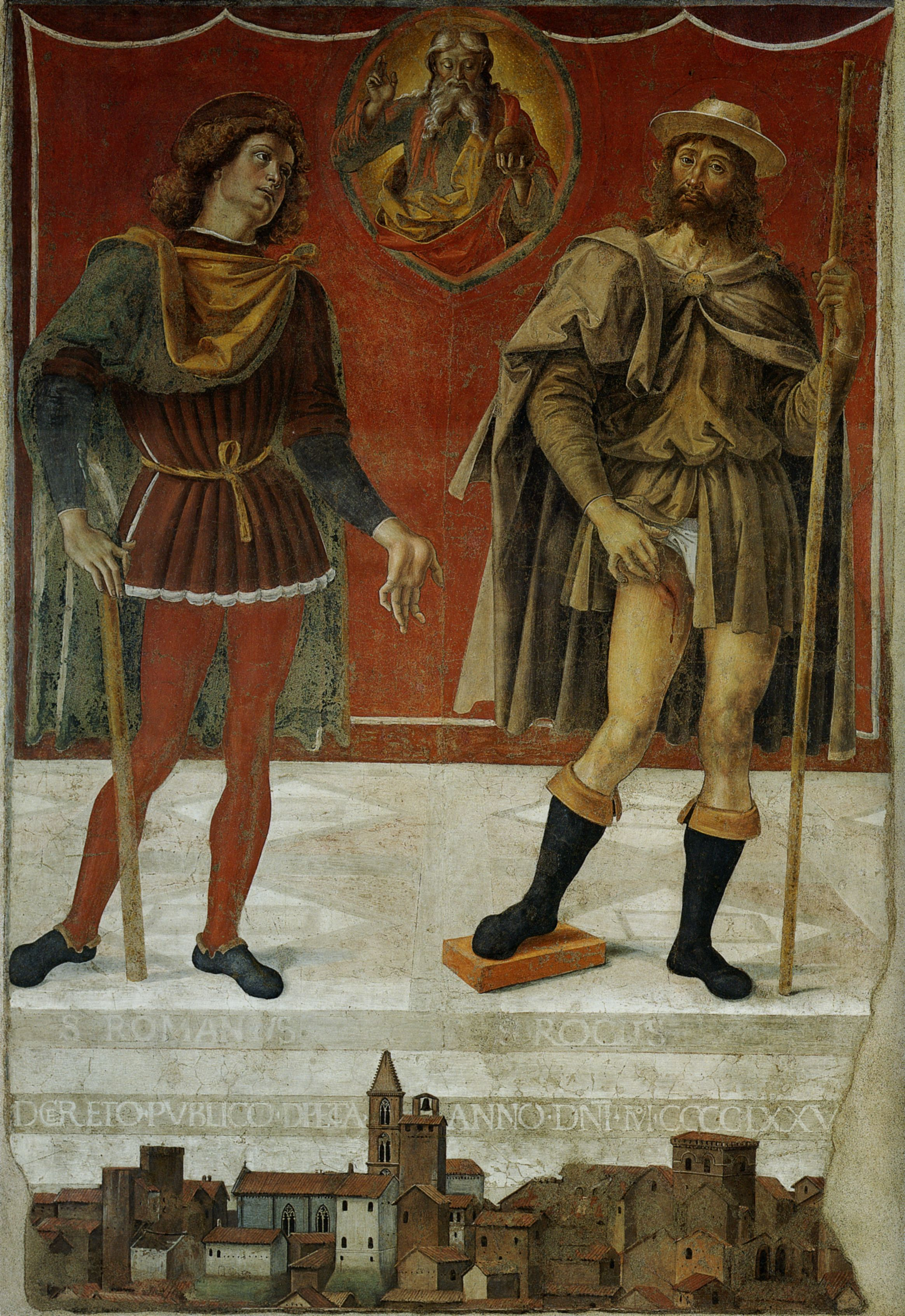
Містечко Дерута і святі Романео та Рох Фреска Перуджино.
Фрески вКоллегії ді Камбіо, Перуджа.

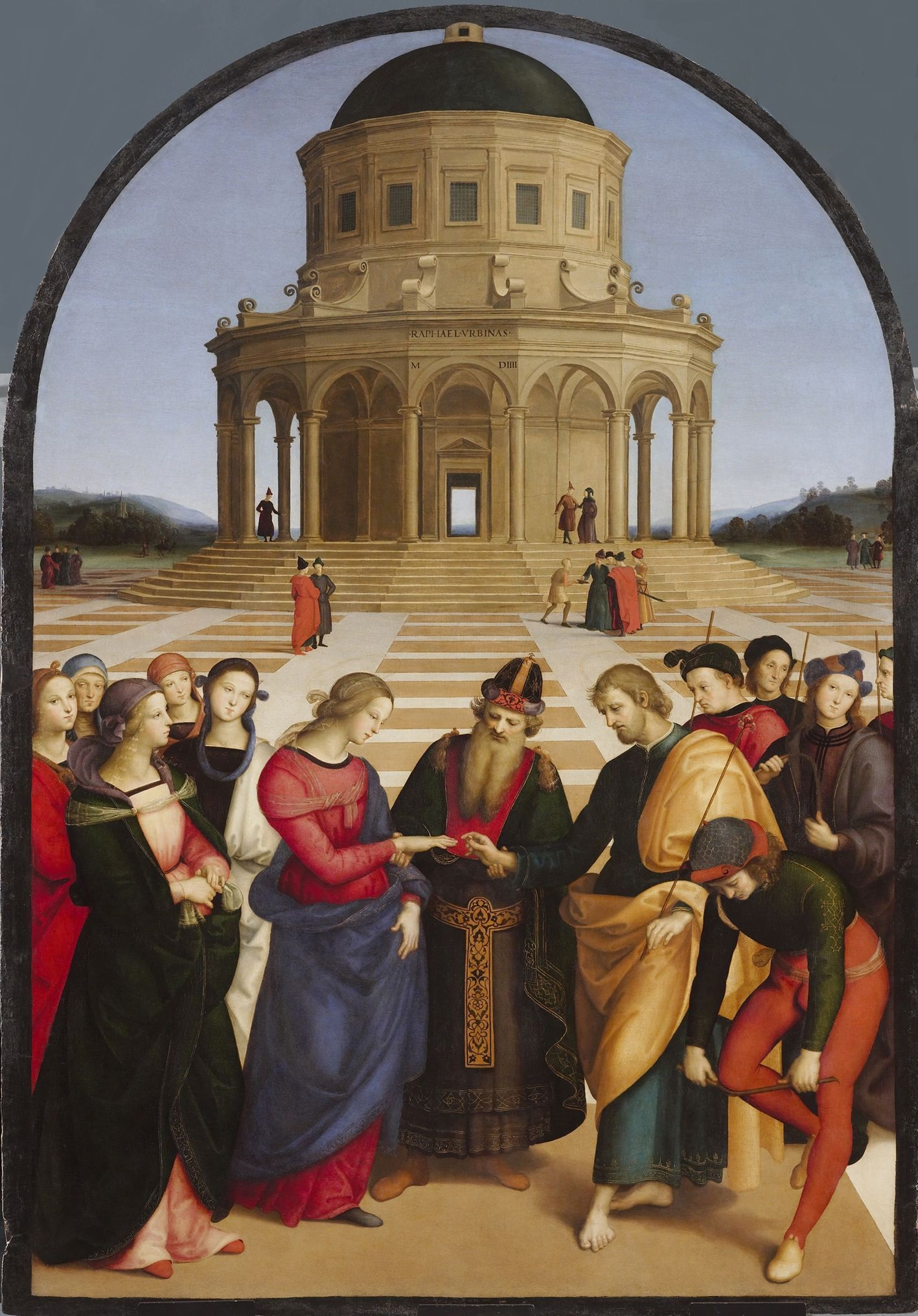
Рафаель.Заручини Марії та Йосипа, земних батьків Христа. Брера.
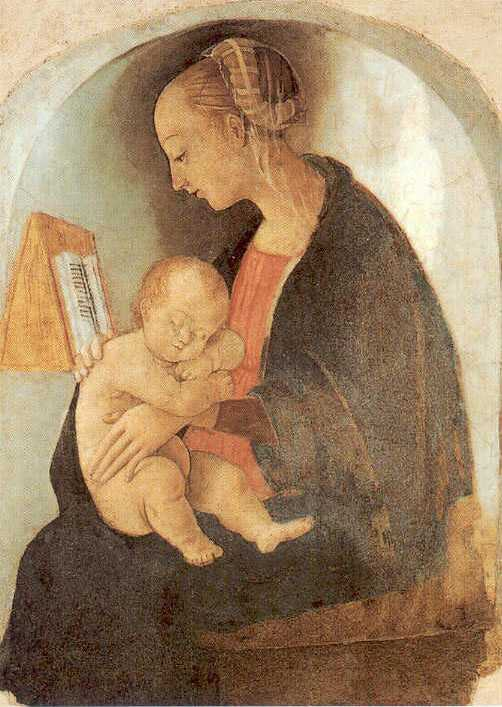
Мадонна з немовлям. Фреска 1498 р. Будинок Рафаеля в Урбіно.
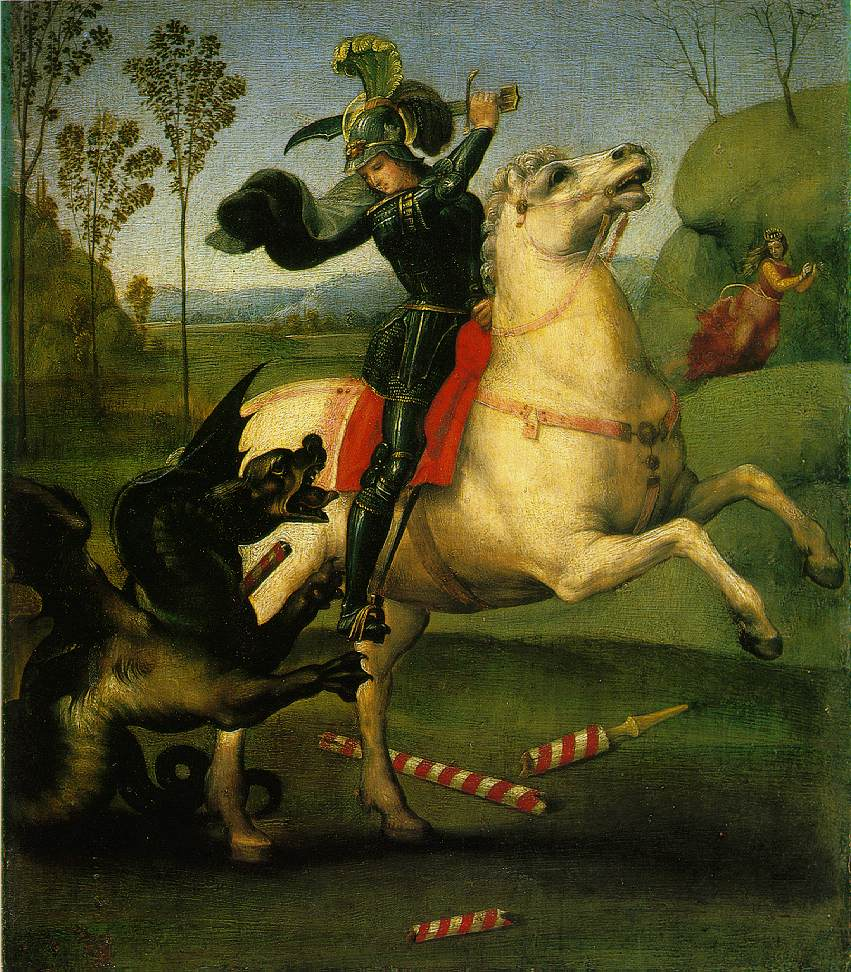
Рафаель. Св.Георгій
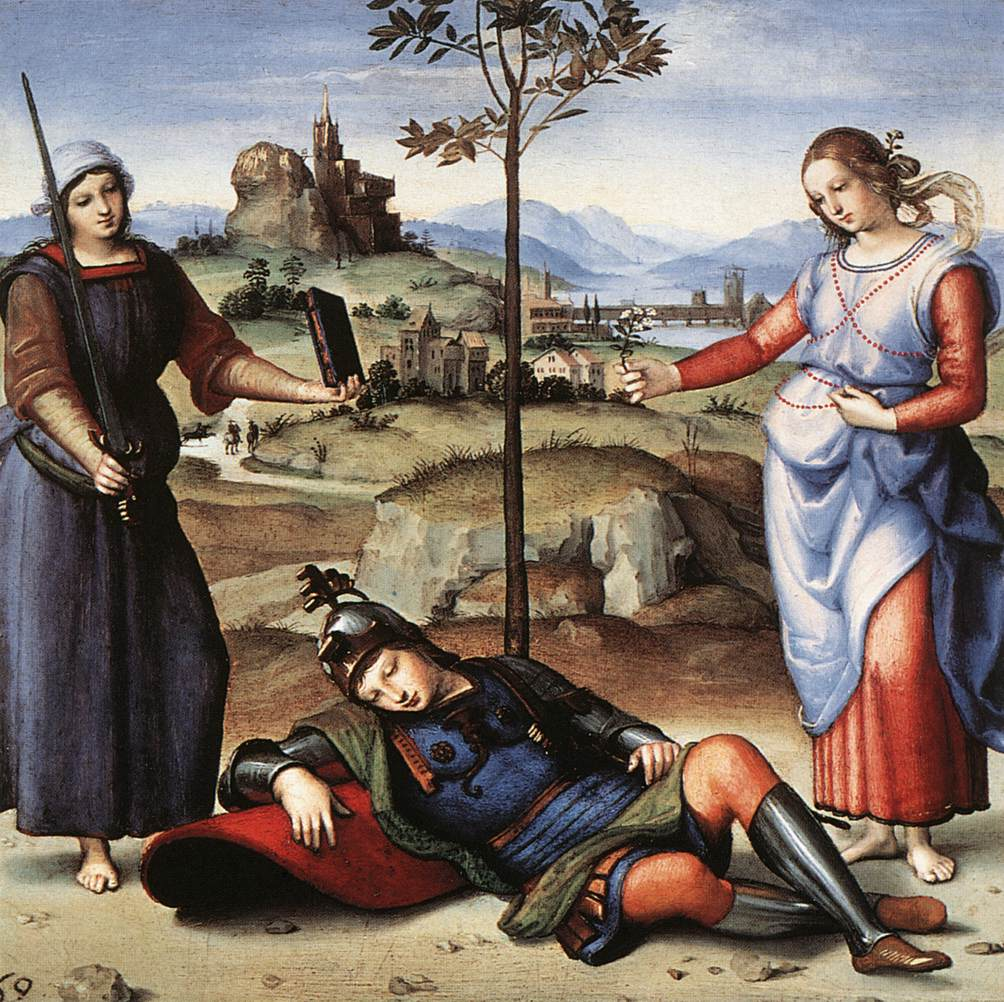
Рафаель. Сон лицаря.